# SC Praiense
Der Sport Clube Praiense ist ein portugiesischer Fußballverein aus dem auf der azoreanischen Insel Terceira liegenden Praia da Vitória.

## Geschichte

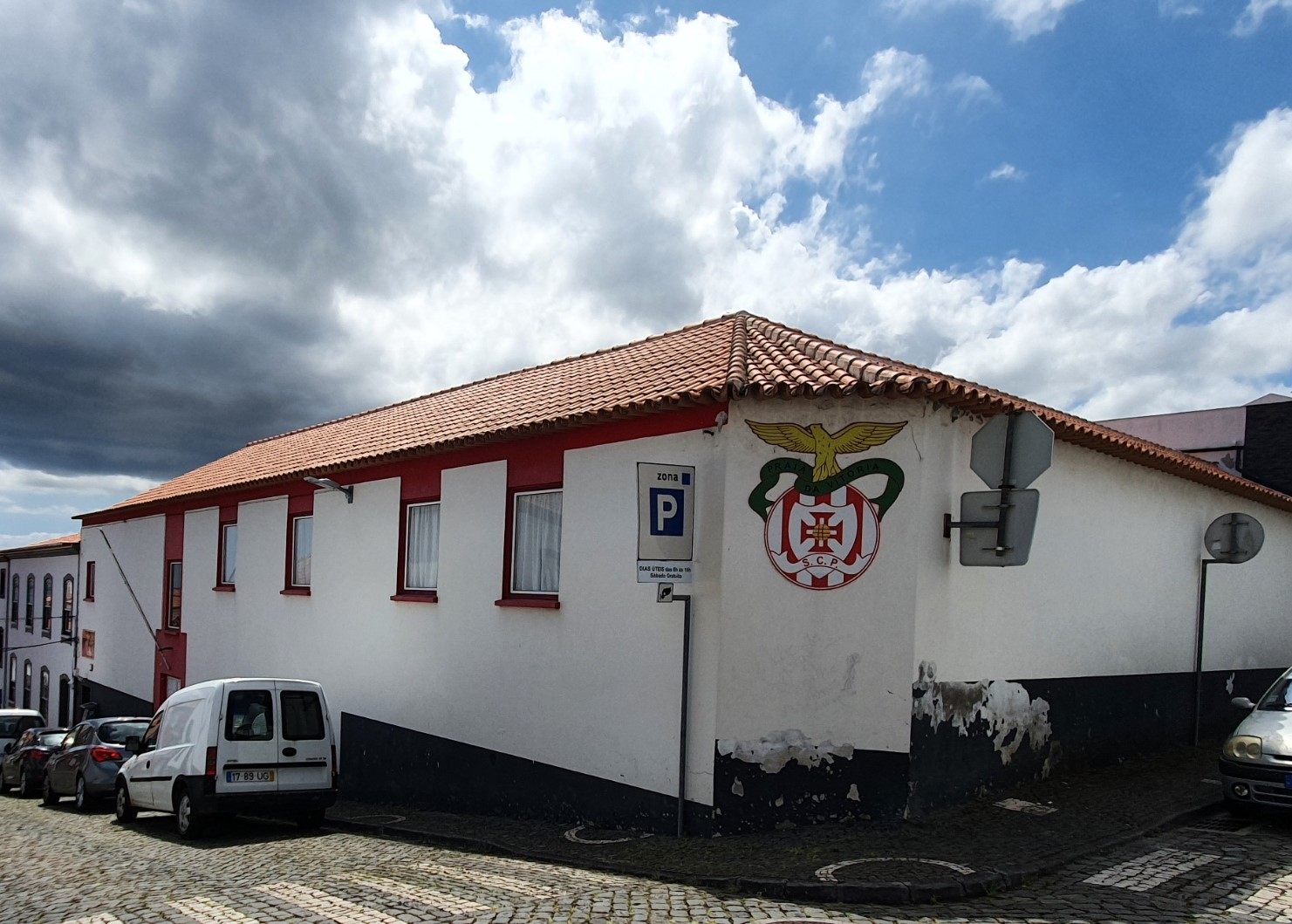
Vereinsheim des SC Praiense in Praia da Vitória

Der SC Praiense wurde 1947 gegründet und spielte in den folgenden Jahren vornehmlich in der lokalen Distriktmeisterschaft. 1985 stieg der Klub in die drittklassige Terceira Divisão auf, die nach einer Ligareform 1990 zurückgestuft wurde. 1995 gelang mit dem Aufstieg in die Segunda Divisão B die Rückkehr in die Drittklassigkeit, wo sich die Mannschaft jedoch nicht halten konnte. Anschließend spielte der Klub lange Zeit viertklassig, ehe 2008 als Staffelsieger der Sprung in die drittklassige Segunda Divisão erfolgte. Dieses Mal blieb er drei Spielzeiten bis zum erneuten Abstieg in der Spielklasse. Im Zuge einer Ligareform wurde die Mannschaft 2013 der dritten Liga zugeordnet. Bei der Rückstufung der Campeonato de Portugal zur vierten Spielklasse nach den ersten Hauptphasen der COVID-19-Pandemie in Portugal im Sommer 2021 blieb sie in der Serie.